# Gregory Kaidanov
Gregory Kaidanov (en rus Григорий Кайданов, Grigori Kaidànov; nascut l'11 d'octubre de 1959) és un jugador i entrenador d'escacs jueu estatunidenc, d'origen rus, que té el títol de Gran Mestre des de 1988.
Tot i que no està en actiu des de novembre de 2015, a la llista d'Elo de la FIDE del gener de 2017, hi tenia un Elo de 2572 punts, cosa que en feia el jugador número 20 dels Estats Units. El seu màxim Elo va ser de 2646 punts, a la llista d'octubre de 2002 (posició 45 al rànquing mundial).

## Biografia i resultats destacats en competició
Nasqué a Berdychiv, RSS d'Ucraïna, però el 1960 es va traslladar a Kaliningrad, RSFS de Rússia. Va aprendre a jugar, del seu pare, quan tenia 6 anys. Als vuit anys, va començar a estudiar escacs al Palau dels Pioners.
La seva primera victòria en un torneig important es va produir a Moscou 1987, on hi va derrotar l'estrella índia Vishwanathan Anand. Va obtenir el títol de Mestre Internacional el mateix any, i el de GM tot just un any després, el 1988. Aquell any va empatar al primer lloc al torneig de Moscou amb Iuri Razuvàiev, Lev Psakhis, i Aleksei Vijmanavin.
Ja adult, el 1991, va emigrar als Estats Units, a Lexington, Kentucky, amb la muller i dos fills, on actualment hi fa d'entrenador d'escacs.
Va guanyar el World Open de Filadèlfia de 1992, i el mateix any, també l'U.S. Open. El 2001 va guanyar el North American Open. El 2002, fou primer (ex aequo amb altres quatre jugadors) a l'Aeroflot Open, un dels oberts més forts de tots els temps fins a aquell moment, amb 82 GMs participant-hi.
A finals de 2005, va participar en la Copa del món de 2005 a Khanti-Mansisk, un torneig classificatori per al cicle del Campionat del món de 2007, on va tenir una mala actuació, i fou eliminat en primera ronda per Rubén Felgaer.
El 2008 va guanyar el Gausdal Classic, a Noruega, puntuant 7/9.
És l'entrenador principal de la U.S. Chess School, fundada el 2006 per l'MI Greg Shahade. És un dels entrenadors d'escacs més actius als Estats Units.

### Participació en competicions per equips
Kaidanov va participar en els equips estatunidencs que varen obtenir medalles al Campionat del món per equips en les edicions celebrades a Lucerna el 1993 (medalla d'or), i 1997 (medalla d'argent). Ha participat també, representant els Estats Units, en sis edicions de les Olimpíades d'escacs, totes les celebrades entre els anys 1996 i 2006, i hi ha obtingut tres medalles per equips (bronze a Erevan 1996 i Torí 2006, i argent el Elista 1998), i una d'individual (argent, a Calvià 2004).

## Partides notables
- Gregory Kaidanov vs Viswanathan Anand, Moscow 1987, Caro-Kann Defense: Panov Attack (B13), 1-0
- Gregory Kaidanov vs Evgeny Bareev, Ch URS (1 liga) 1987, Vienna Game: Stanley, Frankenstein-Dracula Variation (C27), 1-0
- Mark Taimanov vs Gregory Kaidanov, Belgrade 1988, English Opening: Agincourt Defense, Wimpy System (A13), 0-1
- Benjamin Finegold vs Gregory Kaidanov, 12th Chicago Open 2003, Semi-Slav Defense: Stoltz Variation (D45), 0-1